# Rohanixalus
Rohanixalus é um género de anfíbios da família Rhacophoridae. Está distribuído por Índia, Bangladesh, Myanmar, Tailândia, Laos, Cambodja, China, Vietname, Malásia e Indonésia.

## Espécies
- Rohanixalus baladika (Riyanto and Kurniati, 2014)
- Rohanixalus hansenae (Cochran, 1927)
- Rohanixalus marginis (Chan, Grismer, Anuar, Quah, Grismer, Wood, Muin, and Ahmad, 2011)
- Rohanixalus nauli (Riyanto and Kurniati, 2014)
- Rohanixalus punctatus (Wilkinson, Win, Thin, Lwin, Shein, and Tun, 2003)
- Rohanixalus senapatiensis (Mathew and Sen, 2009)
- Rohanixalus shyamrupus (Chanda and Ghosh, 1989)
- Rohanixalus vittatus (Boulenger, 1887)